# Тоні Амонте
Тоні Амонте (англ. Tony Amonte; нар. 2 серпня 1970, Гінгем, Массачусетс) — колишній американський хокеїст, що грав на позиції крайнього нападника. Грав за збірну команду США.
Провів понад тисячу матчів у Національній хокейній лізі.

## Ігрова кар'єра
Хокейну кар'єру розпочав 1989 року.
1988 року був обраний на драфті НХЛ під 68-м загальним номером командою «Нью-Йорк Рейнджерс».
Протягом професійної клубної ігрової кар'єри, що тривала 17 років, захищав кольори команд «Нью-Йорк Рейнджерс», «Чикаго Блекгокс», «Фінікс Койотс», «Філадельфія Флаєрс» та «Калгарі Флеймс».
Загалом провів 1273 матчів у НХЛ, включаючи 99 ігор плей-оф Кубка Стенлі.
Виступав за національну збірну США.

## Тренерська кар'єра
у 2010 очолив у Брейнтрі (штат Массачусетс) місцеву команду.

## Нагороди та досягнення
- Срібний призер НКАА в складі команди Бостонського Університету — 1991
- Володар Кубка світу в складі збірної США — 1996
- Учасник матчу усіх зірок НХЛ — 1997, 1998, 1999, 2000, 2001
- Срібний призер Зимових Олімпійських ігор у Солт-Лейк-Сіті — 2002

## Статистика
| Сезон        | Клуб                    | Ліга         | Регулярний сезон | Регулярний сезон | Регулярний сезон | Регулярний сезон | Регулярний сезон | Плей-оф | Плей-оф | Плей-оф | Плей-оф | Плей-оф |
| Сезон        | Клуб                    | Ліга         | І                | Г                | П                | О                | ШХ               | І       | Г       | П       | О       | ШХ      |
| ------------ | ----------------------- | ------------ | ---------------- | ---------------- | ---------------- | ---------------- | ---------------- | ------- | ------- | ------- | ------- | ------- |
| 1989–90      | Бостонський університет | NCAA         | 41               | 25               | 33               | 58               | 52               | —       | —       | —       | —       | —       |
| 1990–91      | Бостонський університет | NCAA         | 38               | 31               | 37               | 68               | 82               | —       | —       | —       | —       | —       |
| 1990–91      | «Нью-Йорк Рейнджерс»    | НХЛ          | —                | —                | —                | —                | —                | 2       | 0       | 2       | 2       | 2       |
| 1991–92      | «Нью-Йорк Рейнджерс»    | НХЛ          | 79               | 35               | 34               | 69               | 55               | 13      | 3       | 6       | 9       | 2       |
| 1992–93      | «Нью-Йорк Рейнджерс»    | НХЛ          | 83               | 33               | 43               | 76               | 49               | —       | —       | —       | —       | —       |
| 1993–94      | «Нью-Йорк Рейнджерс»    | НХЛ          | 72               | 16               | 22               | 38               | 31               | —       | —       | —       | —       | —       |
| 1993–94      | «Чикаго Блекгокс»       | НХЛ          | 7                | 1                | 3                | 4                | 6                | 6       | 4       | 2       | 6       | 4       |
| 1994–95      | «Чикаго Блекгокс»       | НХЛ          | 48               | 15               | 20               | 35               | 41               | 16      | 3       | 3       | 6       | 10      |
| 1995–96      | «Чикаго Блекгокс»       | НХЛ          | 81               | 31               | 32               | 63               | 62               | 7       | 2       | 4       | 6       | 6       |
| 1996–97      | «Чикаго Блекгокс»       | НХЛ          | 81               | 41               | 36               | 77               | 64               | 6       | 4       | 2       | 6       | 8       |
| 1997–98      | «Чикаго Блекгокс»       | НХЛ          | 82               | 31               | 42               | 73               | 66               | —       | —       | —       | —       | —       |
| 1998–99      | «Чикаго Блекгокс»       | НХЛ          | 82               | 44               | 31               | 75               | 60               | —       | —       | —       | —       | —       |
| 1999–00      | «Чикаго Блекгокс»       | НХЛ          | 82               | 43               | 41               | 84               | 48               | —       | —       | —       | —       | —       |
| 2000–01      | «Чикаго Блекгокс»       | НХЛ          | 82               | 35               | 29               | 64               | 54               | —       | —       | —       | —       | —       |
| 2001–02      | «Чикаго Блекгокс»       | НХЛ          | 82               | 27               | 39               | 66               | 67               | 5       | 0       | 1       | 1       | 4       |
| 2002–03      | «Фінікс Койотс»         | НХЛ          | 59               | 13               | 23               | 36               | 26               | —       | —       | —       | —       | —       |
| 2002–03      | «Філадельфія Флаєрс»    | НХЛ          | 13               | 7                | 8                | 15               | 2                | 13      | 1       | 6       | 7       | 4       |
| 2003–04      | «Філадельфія Флаєрс»    | НХЛ          | 80               | 20               | 33               | 53               | 38               | 18      | 3       | 5       | 8       | 6       |
| 2005–06      | «Калгарі Флеймс»        | НХЛ          | 80               | 14               | 28               | 42               | 43               | 7       | 2       | 1       | 3       | 10      |
| 2006–07      | «Калгарі Флеймс»        | НХЛ          | 81               | 10               | 20               | 30               | 40               | 6       | 0       | 1       | 1       | 0       |
| Усього в НХЛ | Усього в НХЛ            | Усього в НХЛ | 1174             | 416              | 484              | 900              | 752              | 99      | 22      | 33      | 55      | 56      |